# Coronel Pedro Osório
Pedro Luís da Rocha Osório (Caçapava do Sul, 9 de junho de 1854 - Palmeira, 28 de fevereiro de 1931), conhecido como Coronel Pedro Osório, foi um tropeiro, charqueador, militar e político brasileiro, considerado o "Rei do Arroz" por encerrar o ciclo do charque e abrir o ciclo do arroz no sul do Brasil.

## Primeiros anos
Filho do Major José Luís Osório e Florinda da Rocha Osório, o sétimo de dez filhos, ficou órfão de pai e mãe muito cedo. Iniciou sua vida profissional aos 14 anos, como tropeiro. Em 20 de junho de 1871, chegou a Pelotas aos 17 anos de idade, empregando-se como caixeiro na loja de tecidos de Januário Joaquim Amarante e mais tarde, em 1875, caixeiro da Charqueada Boa Vista de Francisco Antunes Gomes da Costa, Barão do Arroio Grande.

## A Charqueada do Cascalho
Experimentado neste ramo, abriu sua própria charqueada e rapidamente prosperou. Iniciou em 1886 a sua primeira indústria, comprando de Leonídio Antero da Silveira o estabelecimento denominado Cascalho, à margem direita do Arroio Pelotas, envelhecido e quase inteiramente desmontado, que teve como seu primeiro proprietário Domingos de Castro Antiqueira, o Visconde de Jaguary.
Em 1907 fundou a Charqueada de Tupanciretã, a pioneira na região da serra, trazendo progresso espantoso ao então povoado, sendo por isto considerado pela população local como patrono do vilamento de Tupanciretã.

## Envolvimento com a política
Em 1888, foi um dos fundadores da União Republicana, participando de comícios e reuniões públicas para difundir as idéias republicanas e abolicionistas. Neste mesmo ano, fez parte do Clube Republicano de Pelotas. Após a morte de Piratinino de Almeida, assumiu a chefia do Partido Republicano Rio-Grandense, permanecendo no cargo até a sua morte. Tornou-se o chefe político mais importante da zona sul do estado. Instalado o regime republicano, fez parte da 1ª Junta Administrativa de Pelotas, criada para implantar a organização republicana na administração do município. Em 1894 foi nomeado Comandante Superior da Guarda Nacional, recebendo no mesmo ano as honras de Coronel do Exército, por relevantes serviços prestados à república. Nos anos seguintes, desenvolveu suas atividades nas Charqueadas Pelotas e São Gonçalo.
Em 1903, Borges de Medeiros o nomeou vice-presidente do Estado (cargo semelhante ao de vice-governador) para o período 1903/1908.
Em 1919, foi convidado por Epitácio Pessoa para o cargo de Ministro da Agricultura, mas recusou-o, indicando o Dr. Ildefonso Simões Lopes para o cargo.

## Morte
Faleceu em Palmeira no dia 28 de fevereiro de 1931, vítima de um derrame cerebral. Seu corpo foi transportado em trem especial a Pelotas precisando parar nas estações de Cruz Alta, Tupanciretã, Júlio de Castilhos, Santa Maria, Bagé, Pedras Altas, Cerro Chato, Piratini, Arroio Grande, Passo das Pedras, Capão do Leão, Teodósio e Basílio. Seu enterro foi o maior ocorrido em Pelotas, com uma multidão calculada em torno de vinte mil pessoas.

## Legado

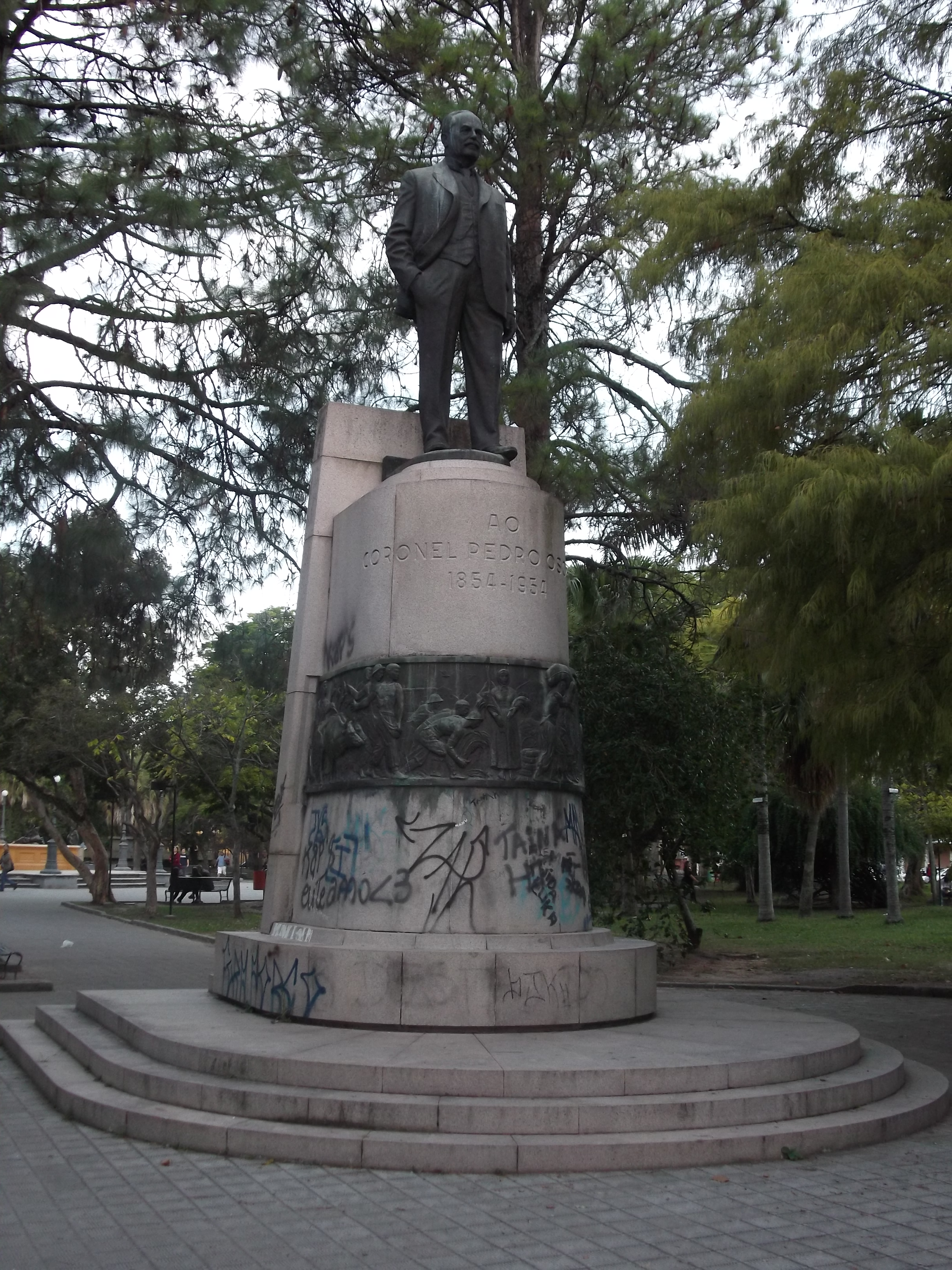
Monumento na praça que leva seu nome em Pelotas

Até hoje o Rei do Arroz, como o coronel Pedro Osório ficou conhecido, é referência de empreendedorismo. Não esperou declinar o ciclo do charque para sair em busca de novas alternativas econômicas. Investiu - e forte - no plantio e beneficiamento do cereal. Era um visionário na zona sul, no final do século XIX.
A Praça Coronel Pedro Osório, que leva esse nome em homenagem a ele, é a principal praça da zona central de Pelotas e um dos principais pontos turísticos da cidade. O município de Pedro Osório está localizado sobre terras que pertenceram ao coronel, motivo pelo qual foi homenageado no topônimo.